# Тайлор, Эдуард Бернетт
Эдвард Бёрнетт Та́йлор (в старой транскрипции Тэ́йлор, Тейлор; англ. Edward Burnett Tylor; 2 октября 1832[…], Камберуэлл, Большой Лондон — 2 января 1917[…], Веллингтон, Сомерсет) — английский этнолог, культуролог, исследователь религиозных обрядов и церемоний. Один из основателей этнологии и антропологии. Член Королевского общества (1871). Гл. труд — «Первобытная культура» (1871).

## Биография
Тайлор родился в 1832 году в лондонском предместье Камберуэлл в семье Джозефа Тайлора и его супруги Гарриет Скиппер, богатых квакеров, владевших лондонским латунным заводом. Его официальное образование ограничилось квакерской школой, после окончания которой он стал помогать своему отцу. В 1855 году по настоянию врачей Тайлор отправился в длительное путешествие. Во время визита на Кубу в 1856 году он познакомился с богатым меценатом Г. Кристи, пробудившим в нём интерес к изучению древности. Вернувшись в Англию, Тайлор занялся самообразованием и научными исследованиями в области этнографии и антропологии. Первую официальную должность он получил лишь в 1883 году, став хранителем этнографического музея при Оксфордском университете. В 1884 году он был назначен лектором по антропологии в Оксфорде, а в 1886 году — доцентом Абердинского университета. Тайлор был членом Лондонского королевского общества, дважды избирался на пост президента Антропологического института Великобритании и Ирландии. Умер Эдуард Бернетт в Веллингтоне, графство Сомерсет, в 1917 году в возрасте 84 лет.
Опубликовал ряд книг и более 250 статей на разных языках мира.

## Основные идеи
Считается отцом эволюционной теории развития культуры. Основоположник анимистической теории происхождения религии. Рассматривал культуру (синоним цивилизации) как сознательно созданное рациональное устройство для целей улучшения жизни людей в обществе. Каждое следующее поколение людей в любом обществе живёт в иных, более продвинутых культурных условиях, чем предыдущее. Чем больше воспитанных и культурных людей в обществе, тем более оно развито. Метод Тайлора напоминал работу натуралиста: нужно расчленить культуру на составные части, классифицировать в зависимости от географической и исторической принадлежности, а затем составить из них генетические ряды. Явления культуры, подобно растениям и животным, распадаются на роды, виды, подвиды. Внутри вида обычаев содержатся такие подвиды, как обычай наносить татуировки, обычай подпиливать зубы, обычай счета десятками и т. д. Подобно животным или растениям обычаи и другие культурные явления могут мигрировать из одного географического района в другой, из одной исторической эпохи в другую. Поэтому у разных народов, живущих в разные периоды истории, отмечаются сходные культурные черты. Полный перечень явлений, составляющих жизнь того или иного народа, Тайлор называл культурой. Эволюция каждого изобретения, воззрения или обряда, согласно Тайлору, обусловлена не столько усилиями мысли, сколько действием механизма проб и ошибок, поощрения и наказания, а также подражанием, внушением, влиянием индивидуальных и групповых интересов. Эволюционные ряды независимы, но они способны перекрещиваться, и тогда соединение далеко отстоящих друг от друга культурных явлений порождает качественно новые решения.
Тайлор был признанным лидером английской школы эволюционизма в этнографии и антропологии. В своих работах он стремился показать, что все народы и все культуры можно поместить в один непрерывно и прогрессивно развивающийся эволюционный ряд. Опирался на работы Фридриха Клемма, расширил его понятие культуры. Всемирную известность Тайлору принесла разработанная им анимистическая концепция происхождения религии, согласно которой в основе всех религий лежат первобытные представления о душе и духовных сущностях. Используя богатейший этнографический материал, который гармонично вписывался в рамки его религиоведческой концепции, Тайлор выдвинул формулу: «анимизм есть минимум определения религии». Эта формула стала предметом многочисленных дискуссий, способствующих дальнейшему развитию науки о религии. Тайлор противостоял дарвинистам, которые воспринимали первобытного человека как полу-животного. У Тайлора же человек был «дикарем-философом», чья культура была высоко развита. Подход Тайлора основан на представлении о первобытных людях как о достаточно рациональных существах, которые обладали особым способом видения мира. Это представление было отвергнуто дарвинистами, не проводившими качественных различий между человеком и животными и считавшими первобытных людей умственно отсталыми существами. Взгляды дарвинистов были впоследствии опровергнуты данными археологии и полевыми исследованиями антропологов, которые показали богатый мир культуры древних людей.
Тайлор вводит своё определение религии, обобщая и дополняя более ранние. Минимум религии — верование в духовные существа. Определяющий момент подобного явления «есть верование в одушевление всей природы — верование, которое достигает своей высшей точки в олицетворении её». Основная черта — перенесение личностных качеств людей на неодушевлённый мир. Анимизм является основой любой религии, объединяя, тем самым, разнообразные верования. Таким образом, у нас есть общая основа, с помощью которой мы можем изучать религии и просмотреть их преемственность. Причиной появления «души» у древних людей является непреодолимая тяга к познанию. Необходимо было понять, в чём разница между живым человеком и мёртвым. «Душа есть тонкий, невещественный человеческий образ, по своей природе нечто вроде пара, воздуха или тени. Она составляет причину жизни и мысли в том существе, которое она одушевляет. Она нераздельно владеет сознанием и волей своего телесного обладателя… <…> Она способна покидать тело и переноситься быстро с места на место… <…> Она способна входить в тела других людей, животных и даже вещей, овладевать ими и влиять на них». Особую роль в размышлениях Тайлора играла аналогия древней истории человечества и философии «дикаря», с одной стороны, и особенностей поведения ребёнка на разных этапах его развития — с другой. Английский исследователь считал, что детство человечества и детство ребёнка очень схожи как незрелые и наивные стадии в осмыслении мира. Чтобы понять поведение дикаря, необходимо изучить его философию. Тогда все его действия не будут казаться нам странными и неразумными. К магии у Тайлора было резко негативное отношение, он понимал её только как систему заблуждений. Он объясняет истоки многих суеверий, но выбрасывает их из общей культурной канвы за ненадобностью. Из-за своего негативного отношения к этому пласту культуры он не смог дать ответа на вопрос, почему же магия продолжила существовать в период Средних веков и позднее.
В статье 1889 года впервые предложил термин текноним для обозначения имени (взрослого человека), производного от имени ребёнка.

## Основные работы
- Анахуак, или Мексика и мексиканцы, древние и современные (1861).
- Исследования в области древней истории человечества (1865).
- Первобытная культура (1871).
- Антропология: Введение к изучению человека и цивилизации (1881).
- Первобытная культура: Исследования развития мифологии, философии, религии, языка, искусства и обычаев.
  - Тайлор Э. Б. Первобытная культура. — М.: Политиздат, 1989.